# Ernesto J. Araujo
Ernesto J. Araujo fue un político peruano. 
Fue elegido diputado suplente por la provincia de Cusco en 1907 hasta 1912 durante los gobiernos de José Pardo y Barreda y el primero de Augusto B. Leguía.